# 易贡鳞毛蕨
易贡鳞毛蕨（学名：Dryopteris yigongensis）为鳞毛蕨科鳞毛蕨属下的一个种。